# Gilia brecciarum
Gilia brecciarum là một loài thực vật có hoa trong họ Polemoniaceae. Loài này được M.E.Jones mô tả khoa học đầu tiên năm 1908.